# Dendrosoter pallidistigma
Dendrosoter pallidistigma är en stekelart som beskrevs av Nixon 1939. Dendrosoter pallidistigma ingår i släktet Dendrosoter och familjen bracksteklar. Inga underarter finns listade i Catalogue of Life.